# Anthicus sacramento
Anthicus sacramento е вид насекомо от семейство Anthicidae. Видът е застрашен от изчезване.

## Разпространение
Разпространен е в САЩ (Калифорния).